# ミュージックプラン
ミュージックプランは京都市にある音楽学校。

## 沿革
- 1974年 アン・スクール・オブ・コンテンポラリーミュージック京都校 設立。
- 1988年 アン・ミュージック・スクール京都校 に改名。
- 2007年 スクール・オブ・ミュージックプラン に改名。
- 2008年 亀渕友香学長 VOJA VoiceArtCollege 設立。The Voices of Japan（VOJA）関西事務所設立。
- 2013年 Whole Food Cafe Apprivoiser / Live Studio Apprivoiser 新規開店。